# 王應期 (萬曆舉人)
王應期（16世紀—17世紀），字國楨，號楚陽，湖廣襄陽府南漳縣籍，襄陽縣人，明朝政治人物。

## 生平
王應期是萬曆十年（1582年）壬午科湖廣鄉試第四十九名舉人，署教諭，陞廉州推官，數個月後因父親去世回鄉，服闋後起為保寧推官，二十九年（1601年）置遵義軍民府後調遵義推官，得上級推薦陞鞏昌同知，歷官多年依然貧困如書生一樣，陞武定知府，四十一年（1613年）平定沙大金之亂，並為舉人龔奭冤獄昭雪，陞貴州按察司副使、兵備安普，在任內去世，雲南人為他鑄造銅像並運往襄陽，武定府民為他設立二惠祠祭祀。

## 引用
1. 1 2  同治《襄陽縣志·卷六·人物》：王應期，字國楨，號楚陽，襄陽人，以南漳籍中萬厯壬午舉人，由署教諭厯鞏昌丞，五仕十年貧似書生，陞武定知府，進安普兵備副使，擒奢酋沙大金於城下，雪孝廉龔奭之冤獄，卒於官，滇人鑄銅肖像，輿致之襄陽。子維周，字世皇，號繡嶺，丙辰進士……
2. ↑  道光《保寧府志》·卷三十二·職官志》：王應期 湖廣南漳人……以上推官
3. ↑  光緒《遵義府志·卷二十七·職官一》：推官 王應期 湖廣舉人
4. ↑  《古今圖書集成·明倫彙編·卷六百四·監司部·名臣列傳三》：按《襄陽府志》：應期字國楨，號楚陽，襄陽人。中萬曆壬午鄉試，署教諭，陞廉州。不數月，丁父憂，起補保寧，旋調遵義。上官以新破郡非賢司理不可撫，尋陞鞏昌丞。五仕無一善地，十年貧似書生，然而所在尸祝之。晉武定太守，再晉安普治兵使，萬里荒滇，擒奢酋沙大金於城下，免官。爭孝廉龔奭誣，竟得售。廉仁盡職，卒於官。
5. ↑  康熙《武定府志·卷三》：二惠祠 王應期 武定府知府，萬曆四十一年賊沙大金作亂，期平之。 胡其慥……知府……王應期 平沙大金之亂，詳二惠祠